# شانوو
شانوو (به فرانسوی: Chenôve) یک کمون در فرانسه با جمعیت ۱۴٬۴۸۱ نفر است که در Canton of Chenôve واقع شده‌است.